# Quân khu Tế Nam
Quân khu Tế Nam (giản thể: 济南军区; phồn thể: 濟南軍區; bính âm: jǐnán jūnqū)
là một trong 7 quân khu của Quân Giải phóng Nhân dân Trung Quốc, Quân khu bao gồm hai tỉnh Sơn Đông và Hà Nam. Đây được coi là khu vực dự bị chiến lược cho Quân khu Bắc Kinh. Quân khu bao gồm một số khu vực của Quân khu Vũ Hán vốn bị giải thể năm 1985. Viện Nghiên cứu Chiến lược Quốc tế ước tính quân khu này có khoảng 19 vạn binh sĩ.

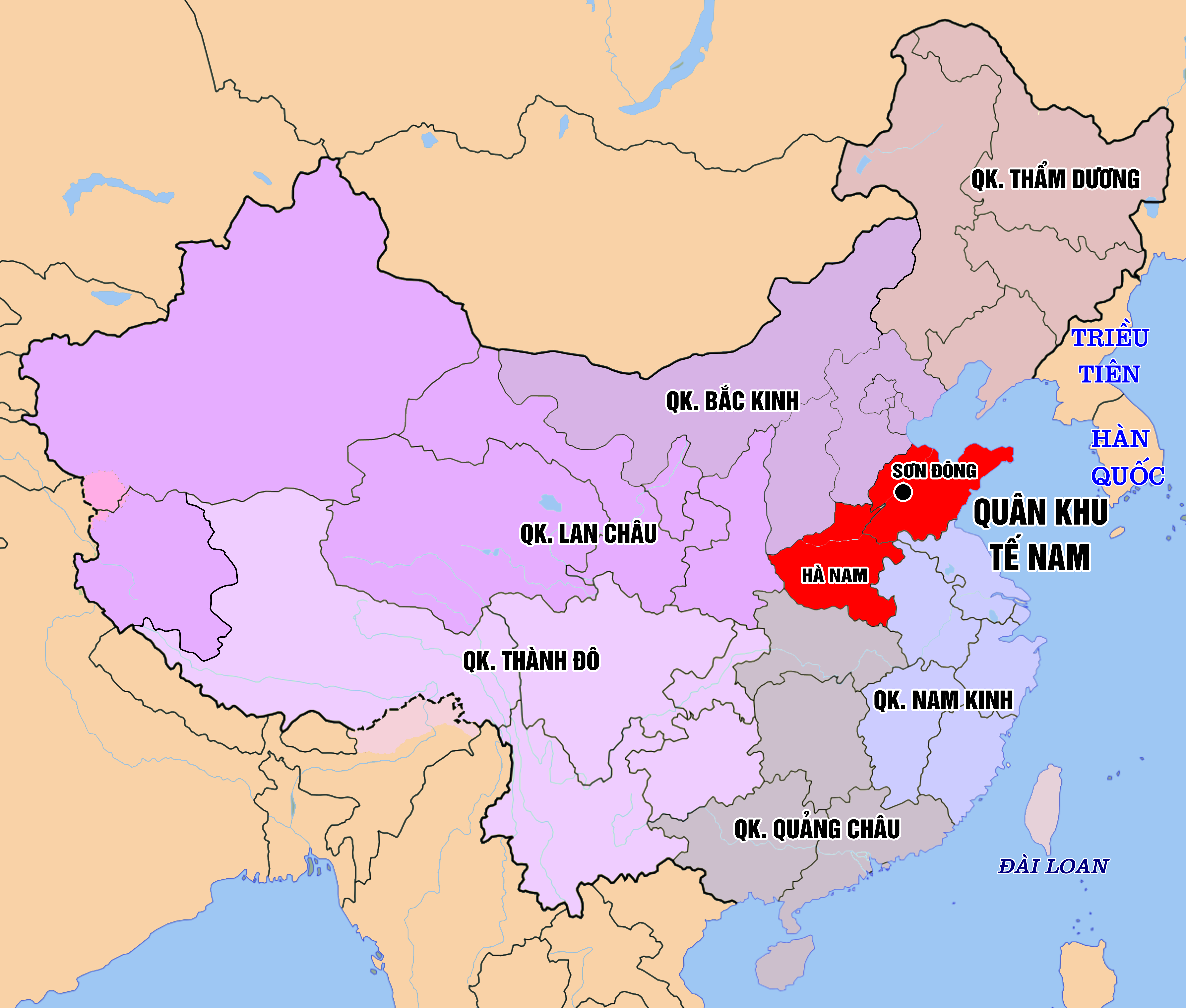
Quân khu Thẩm Dương

## Biên chế
Các đơn vị tác chiến chủ lực:
- Tập đoàn quân 20
  - Lữ đoàn 58 bộ binh cơ giới
  - Lữ đoàn 60 bộ binh cơ giới
  - Lữ đoàn 13 thiết giáp　
  - Lữ đoàn pháo binh　
  - Lữ đoàn cao xạ
- Tập đoàn quân 26
  - Trung đoàn 7 hàng không lục quân
  - Lữ đoàn tác chiến đặc biệt
  - Lữ đoàn 77 bộ binh cơ động
  - Lữ đoàn 138 bộ binh cơ động
  - Lữ đoàn 199 bộ binh cơ động
  - Lữ đoàn 200 bộ binh cơ giới
  - Lữ đoàn 8 thiết giáp
  - Lữ đoàn pháo binh　
  - Lữ đoàn phòng không
- Tập đoàn quân 54
  - Trung đoàn hàng không lục quân
  - Sư đoàn 127 bộ binh cơ giới
  - Sư đoàn 162 bộ binh cơ giới
  - Lữ đoàn 160 bộ binh cơ giới
  - Lữ đoàn 11 thiết giáp
  - Lữ đoàn pháo binh　
  - Lữ đoàn phòng không

## Lãnh đạo qua các thời kỳ
| - Dương Đắc Chí - Vương Tân Đình - Tằng Tư Ngọc - Nhiêu Thủ Khôn - Lý Cửu Long - Ngôi Phúc Lâm - Trương Vạn Niên - Trương Thái Hằng - Tiền Quốc Lương - Trần Bỉnh Đức - Phạm Trường Long - Triệu Tông Kỳ | - Đàm Khải Long - Vương Tân Đình - Thư Đồng - Lương Tất Nghiệp - Tằng Hi Thánh - Viên Thăng Bình - Đàm Khải Long - Vương Hiệu Vũ - Từ Lập Thanh - Nhậm Tư Trung - Bạch Như Băng - Tiếu Vọng Đông - Bạch Như Băng - Trần Nhân Hồng - Trì Hạo Điền - Tống Thanh Vị - Đỗ Thiết Hoàn - Từ Tài Hậu - Trương Văn Thai - Lưu Đông Đông - Đỗ Hằng Nham |